# 京屋敷
京屋敷（きょうやしき）は、江戸時代に諸藩が京都に設置した藩邸のこと。

## 概要
京屋敷は江戸時代に大坂に次ぐ西国の中心地であった京都に置かれた武家屋敷である。京都は天皇が御所を置く都であり、文化工芸の中心地として独自の地位を持つ都市であった。このため、京都に屋敷を構える大名は少なくなく、寛永14年（1637年）の段階で大名屋敷68（うち西国系が48）・代官及びその他武家屋敷が60余り確認されている。しかし、江戸幕府は諸大名らが独自に朝廷と接触することは望まず、また幕府自身が朝廷と接触する必要性から二条城代・二条在番や京都所司代・京都郡代を設置した。
京屋敷を巡る親藩・譜代大名と外様大名の状況は大きく異なる。前者の場合は幕府の役職に就いて京都に赴任する場合があり、京屋敷も主に幕府の京都警護の中核である二条城の周辺に設置されていた。これに対して、外様大名の京屋敷は留守居など下級役人を置くことが多く、場合によっては御用達を務める商人に管理を委託する場合もあった。また、京屋敷の用地はほとんどの場合は大名が私的に買得した土地であったため、一般の邸宅と同様に軒役・役銀などの租税の賦課がかけられ、免除されることはなかった。
それでも京屋敷が置かれた背景には朝廷が政治的な力を失ったこの時代にあってもなお権威は有しており、日本を代表する工芸品の生産地であり、学問・文化の中心都市でもあったからである。また、金融業も発展しており、公家や僧侶から商工業者まで各階層の消費者を多く抱えていた。このため、京屋敷は藩の出先機関に近い役割を持ち、各藩の高度な工芸品などの調達や儀式典礼に関する知識・情報の収集、自藩の産物の売り込みや商人からの借財といった金融取引なども行っていた。
幕末期になると朝廷の動向が再び内外の情勢に影響を与えるようになったため、諸藩の藩主・重臣・志士が京屋敷を拠点として公武合体運動や尊王攘夷運動などの活動を行うようになる。中には郊外の広い土地に藩邸を移して軍事的機能を持たせて政治状況の変動に対応しようとした有力藩もあった。